# Roland Hahn
Roland Hahn (* 17. Januar 1946 in Rottenburg am Neckar) ist ein deutscher Politiker. Von 1972 bis 1984 war er für den Wahlkreis Tübingen Mitglied des Landtags von Baden-Württemberg.

## Ausbildung und Beruf
Hahn besuchte nach der Grundschule in Rottenburg das dortige Eugen-Bolz-Gymnasium, an dem er 1966 das Abitur machte. Von 1963 bis 1965 war er dort Schülersprecher. Dabei organisierte er mit Erfolg den sogenannten „Brezelstreik“ zur Herabsetzung der Preise für Backwaren, die vom örtlichen Bäcker an die Schüler verkauft wurden.
Von 1966 bis 1971 studierte Hahn, unterbrochen 1967–1968 an der Ohio State University (USA), an der Eberhard Karls Universität Tübingen Germanistik, unter anderem bei Friedrich Beißner, Zeitgeschichte bei Gerhard Schulz und Politikwissenschaften, unter anderem bei Theodor Eschenburg und Klaus von Beyme. Das erste und das zweite Staatsexamen absolvierte er in Deutsch und Politik in den Jahren 1971 und 1973; zeitgleich war er Journalist beim SWF-Landesstudio Tübingen.
Von 1973 bis 1988 war Hahn Gymnasiallehrer, zuletzt als Studiendirektor in Villingen. Parallel dazu promovierte er mit magna cum laude zum Doktor der Sozialwissenschaften mit einer Arbeit über den Landtag. Anschließend absolvierte er die Führungsakademie des Landes mit Praktikum beim EU-Finanzkommissar mit „sehr gut“. Von 1989 bis 1996 arbeitete Hahn in der Landesplanung im Innen-, anschließend im Wirtschaftsministerium in Stuttgart, zuletzt als Leitender Ministerialrat. Seine Schwerpunkte waren die Konversion militärischer Liegenschaften zu industriellen Standorten, die Errichtung des Verbands Region Stuttgart, sowie die grenzüberschreitende Zusammenarbeit mit der Schweiz und Frankreich. Ab 1996 war er Direktor des Regionalverbands Südlicher Oberrhein in Freiburg im Breisgau. Aufgaben hier waren unter anderem die langfristige Sicherung der Kies- und Sandvorkommen, ein bundesweit beachtetes „Märkte-Konzept“ zur Steuerung großflächiger Einzelhandelsstandorte, der Ausbau der Rheintalbahn und eine effektivere, auch grenzüberschreitende Freiraumsicherung. 2002 wurde er auf eigenen Wunsch aus Gesundheitsgründen in den Ruhestand versetzt.
Seit 2002 ist Hahn als selbstständiger Berater in der Planung tätig, unter anderem auch für World Bank-Projekte in Afrika. Er ist seit 1992 Ordentliches Mitglied der Akademie für Raum- und Landesplanung (ARL) und hat zahlreiche Beiträge zur räumlichen Planung publiziert. Seit 2003 lebte Roland Hahn in Badenweiler und ist dort Gastgeber und Moderator des monatlichen Literarischen Salons. Zudem erforscht er Badenweiler als Station welthistorischer Ereignisse vom römischen Kaiser Vespasian, etwa 70 n. C., bis Bundeskanzler Willy Brandt, 1985. Hahn ist auch Begründer eines lokalen Netzwerks Kulturschaffender, Kultur-Forum-Badenweiler, und publiziert unter einem Pseudonym Romane und Essays. Nach Stationen in Leipzig, auf Usedom und Rügen lebt er seit 2018 in Hamburg.

## Politik
Hahn trat 1964 in die SPD ein. 1965 und 1969 war er Bundestagswahlmanager des SPD-Abgeordneten und Staatssekretärs im Bundesratsministerium Friedrich Schäfer. Ab 1970 wurde er in Orts- und Kreisvorstände und zu Landes- und Bundesparteitagen der SPD gewählt.
Von 1972 bis 1984 war er für den Wahlkreis Tübingen Mitglied des Landtags von Baden-Württemberg. In der Bildungspolitik beeinflusste er vor allem das Kindergarten- und Kindergärtnerinnengesetz des Landes. Im Jahr 1973 entwarf Roland Hahn das „Rosa Papier“, das sich für eine offensivere SPD-Opposition in Baden-Württemberg aussprach und von einem Viertel der SPD-Landtagsfraktion, meist jüngeren Abgeordneten, unterstützt wurde. Seinen Vorschlag 1978, mit dem er einen kostenlosen Kindergartenbesuch forderte, nahm die SPD-Fraktion auf. Auf Landes- und Bundesebene bearbeitete Roland Hahn als Ko-Vorsitzender einer Bund-Länder-AG neben Herbert Wehner die Ausländerpolitik (Senkung der Altersbegrenzung des Kindernachzugs auf 6 Jahre bei Ausländern) und die Familienpolitik der SPD (Umschichtung der Mittel von den steuerlichen Kinderfreibeträgen zur massiven Erhöhung des Kindergeldes; Unterhaltsvorschusskassen für Alleinerziehende). Ab 1979 kritisierte er grundsätzlich den Anpassungskurs des Landespartei- und Fraktionschefs Erhard Eppler gegenüber den Grünen. Ebenso widersetzte Hahn sich dem Versuch Epplers, Helmut Schmidt als Bundeskanzler über das Thema des NATO-Doppelbeschlusses zu stürzen. Im Jahr 1982 kündigte Roland Hahn seinen Rückzug aus dem Landtag für 1984 an. Er trat im Jahr 2003 aus der SPD aus.

## Ehrungen
Im Jahr 1984 erhielt er das Bundesverdienstkreuz I. Klasse.

## Veröffentlichungen
- Macht und Ohnmacht des Landtags von Baden-Württemberg: die Rolle des Landtags von Baden-Württemberg im politischen Prozeß 1972 - 1981 ; Roland Hahn. - Kehl am Rhein [u. a.] : Engel, 1987
- Kooperations- und Koordinationsstrukturen, in Grundriß der Landes- und Regionalplanung, ARL, Hannover 1999
- Räumliche und geographische Struktur, in Südlicher Oberrhein. Kultur- und Wirtschaftsporträt, Kunstverlag Josef Bühn, München, 1997